# حزب سبز (سوئد)
حزب سبزها (به سوئدی: Miljöpartiet de Gröna) یا حزب محیط زیست سبز یکی از احزاب فعال سیاسی در سوئد است که بر سیاست‌های سبز تکیه دارد. این حزب که در سال ۱۹۸۱ تأسیس شد، در سال ۱۹۸۸ برای اولین بار با کسب ۵٫۵٪ آرا در انتخابات عمومی، موفق به ورود به مجلس سوئد گردید. این حزب در آن زمان اولین حزب جدید بود که بعد از هفتاد سال موفق به ورود به مجلس شده بود.
حزب محیط زیست در انتخابات سال ۱۹۹۱ موفق به کسب حدنصاب لازم نشد و از ورود به مجلس بازماند، اما مجدداً در انتخابات ۱۹۹۴ وارد مجلس شد و از آن زمان همواره در مجلس سوئد حضور داشته است. رهبری این حزب همواره با یک تیم دونفره است که از یک مرد و یک زن تشکیل شده. رهبران کنونی حزب مرتا استنوی و پر بولوند هستند. حزب سبز از سال ۲۰۱۴ عضوی از ائتلاف حاکم به رهبری حزب سوسیال دموکرات است.
در جدیدترین انتخابات سراسری در سال ۲۰۱۸، این حزب موفق به کسب ۴٫۴۱٪ آرا و ۱۶ کرسی در ریکسداگ گردید. همچنین ۳ کرسی از ۲۱ کرسی سوئد در پارلمان اروپا در اختیار این حزب قرار دارد.